# Daedalea

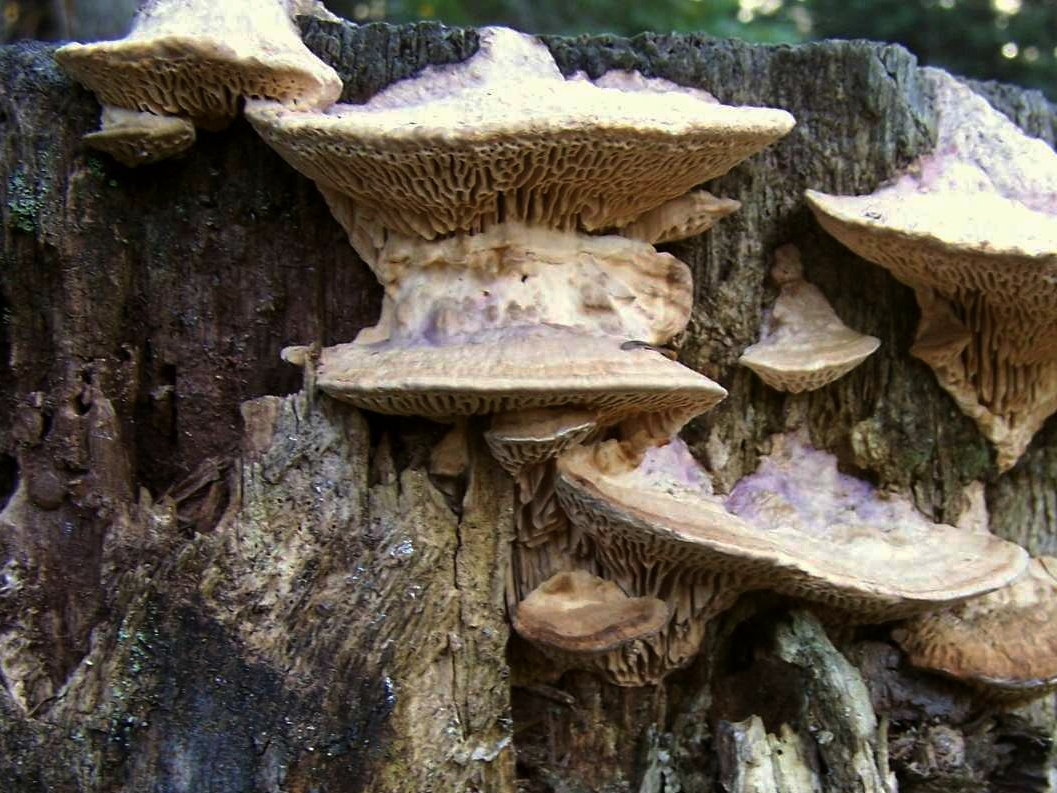
Gmatwek dębowy

Daedalea Pers. (gmatwek) – rodzaj grzybów z rodziny pniarkowatych (Fomitopsidaceae).

## Charakterystyka
Grzyby nadrzewne, saprotroficzne i pasożytnicze, poliporoidalne. Owocniki wieloletnie, siedzące, o kształcie od płaskiego do trójkątnego. Powierzchnia górna gładka do aksamitnej, często koncentrycznie szczelinowata. Hymenofor poroidalny, nieregularny, częściowo poroidalny, częściowo z porami krętymi, labiryntowymi do anastomozujących lub blaszkowy. Kontekst o grubości do 1 cm, ochrowy do tytoniowobrązowego, z niewyraźnymi strefami rocznymi. System strzępkowy trimityczny, strzępki generatywne ze sprzążkami, cienkościenne, szkliste, strzępki szkieletowe grubościenne do pełnych, nieco ochrowo-brązowe, z rozszerzonymi końcami, które wyginają się od tramy, tworząc często katahymenium, strzępki wiążące kręte, z krótkimi, mocnymi gałęziami, szkliste do jasnych, o ściankach grubości 1–3 mm. Rurki o długości do 4 cm, jasno ochrowe, natomiast trama jest wyraźnie ciemniejsza. Cystyd brak. Podstawki maczugowate, 20–27 × 6–7,5 Fm, z czterema sterygmami zanurzonymi w katahymenium, występujące pojedynczo pomiędzy wystającymi strzępkami szkieletowymi. Bazydiospory cylindryczne, 5,5–6 × 2,5–3,5 µm, trudne do znalezienia w większości okazów, ponieważ okresy sporulacji wydają się krótkie, a podstawki szybko zanikają. Występują głównie na dębach, ale można je spotkać również spotkać na innych twardych drzewach.

## Systematyka i nazewnictwo
Pozycja w klasyfikacji według Index Fungorum: Fomitopsidaceae, Polyporales, Incertae sedis, Agaricomycetes, Agaricomycotina, Basidiomycota, Fungi.
Synonimy naukowe: Agarico-suber Paulet, Agaricus Murrill, Phaeodaedalea M. Fidalgo, Spelaeomyces Fresen., Striglia Adans., Xylostroma Tode.
Polską nazwę podał Franciszek Błoński w 1888 r. W polskim piśmiennictwie mykologicznym należące do tego rodzaju gatunki opisywane były także jako siatkowiec, huba i gmatwak.
Niektóre gatunki:
- Daedalea ambigua Berk. 1845
- Daedalea dickinsii Yasuda 1923
- Daedalea dochmia (Berk. & Broome) T. Hatt. 2005
- Daedalea langkawiensis Corner 1987
- Daedalea microsticta Cooke 1882
- Daedalea quercina (L.) Pers. 1801 – gmatwek dębowy
- Daedalea sulcata (Berk.) Ryvarden 1977
- Daedalea xantha (Fr.) A. Roy & A.B. De 1997 – tzw. jamkówka żółta

Wykaz gatunków i nazwy naukowe na podstawie Index Fungorum. Nazwy polskie według Władysława Wojewody.